# XBIZ
XBIZ — американский издатель, публикующий деловые новости и деловую информацию о секс-индустрии.
В дополнение к своему ведущему веб-сайту, XBIZ.com, XBIZ публикует два ежемесячных отраслевых журнала, проводит зимние и летние выставки и конференции индустрии, а также содействует установлению контактов между онлайн-специалистами через B2B-профессиональный сетевой сервис. Представители компании XBIZ часто цитируются в основных статьях СМИ о тенденциях и практиках бизнеса в индустрии.
XBIZ и его дочерние издания и сервисы управляются компанией Adnet Media, которая была основана в 1998 году ветераном индустрии для взрослых Алеком Хелми (англ. Alec Helmy). Хелми также является основателем Ассоциации сайтов, занимающихся защитой детей (Association of Sites Advocating Child Protection, ASACP).

## Новостные и информационные продукты
- XBIZ Award — одна из крупнейших в индустрии развлечений для взрослых церемония вручения наград, посвящённая деловым и выдающимся достижениям специалистов индустрии, компаний и исполнителей.
  - XBIZ Exec Award (XBIZ Executive Award) — награда, вручаемая предпринимателям, руководителям и сотрудникам компаний за достижения в области ведения бизнеса. Учреждена в ноябре 2013 года[10].
  - XBIZ Creator Award (до 2023 года — XBIZ Cam Award[11]) — награда, вручаемая вебкам-моделям, компаниям и сервисам за достижения в области эротических видеочатов. Учреждена в феврале 2017 года[12].
  - XBIZ Europa Award — европейская церемония, которая была основана в апреле 2018 года и посвящённая достижениям специалистов, компаний и исполнителей из стран Европы[13].
- XBIZ Digital Edition — XBIZ Digital представляет цифровые издания деловых журналов XBIZ World и XBIZ Premiere Magazine, предлагая онлайновые или загружаемые версии для просмотра в автономном режиме.
- XBIZ Forum — трёхдневный бизнес-форум и сетевое мероприятие для специалистов индустрии, проводимое в отеле Hard Rock Hotel and Casino в Парадайз, штат Невада.
- XBIZ LA Conference — ежегодный бизнес-семинар и торговая выставка индустрии развлечений для взрослых, включающая семинары, рабочие встречи, выступления и мероприятия.
- XBIZ Berlin — ежегодная торговая выставка в Берлине, Германия, посвящённая достижениям европейской порноиндустрии[14].
- XBIZ Miami — ежегодная конференция, проводимая в Майами и посвящённая исполнителям и создателям цифрового контента.
- XBIZ Retreat — мероприятие для производителей и покупателей развлекательных продуктов для взрослых.
- X3 Expo — выставка работ поклонников индустрии[15].
- XBIZ Newswire — новостная служба и RSS-сервис[16][17].
- XBIZ Premiere Magazine (ранее XBIZ Video) — журнал о индустрии развлечений для взрослых, в котором освещаются новости и события в сфере развлечений для геев, розничной торговли, секс-игрушек и видео[18].
- XBIZ Research — программа исследования рынка.
- XBIZ World Magazine — журнал о индустрии цифровых медиа для взрослых, в котором публикуются новости Интернета и технологий, тематические статьи, анализ рынка, отчёты о тенденциях и интервью с законодателями моды для взрослых в Интернете.
- XBIZ.com — портал о новостях и ресурсах индустрии, который содержит новости, тематические статьи, списки событий, блоги, доски объявлений, бизнес-услуги и полный каталог компаний индустрии развлечений для взрослых[19].
- XBIZ.net — B2B-профессиональный сетевой сервис, который подключает специалистов индустрии к новым возможностям бизнеса.
- XBIZ.tv — видеохостинг.

## XBIZ Award
XBIZ ежегодно проводит церемонию вручения тематических наград в области индустрии развлечений для взрослых.